# Temotu (Nonouti)
Temotu ist ein Ort am Südende des Nonouti-Atolls in den zum Inselstaat Kiribati gehörenden Gilbertinseln im Pazifischen Ozean mit einer Landfläche von 0,14 km². 2020 hatte der Ort 220 Einwohner.

## Geographie
Der Ort Temotu liegt auf dem gleichnamigen Motu an der Südspitze von Nonouti. Neben dem Ort Temotu trägt das Motu die Ortsteile Tebakauto im Süden und Tetabakea im Norden an der Lagune. Im Ort gibt es ein traditionelles Versammlungshaus (Temotu Maneaba). Im Nordwesten befindet sich der südwestliche Ankerplatz des Atolls. Mit Taboiaki im Nordosten ist der Ort über einen Damm verbunden, der sich an der Außenseite der Riffkrone um das Atoll zieht.

## Klima
Das Klima ist tropisch heiß, wird jedoch von ständig wehenden Winden gemäßigt. Ebenso wie die anderen Orte des Nonouti-Atolls wird Temotu gelegentlich von Zyklonen heimgesucht.